# Saint-Prix-lès-Arnay
Saint-Prix-lès-Arnay este o comună în departamentul Côte-d'Or, Franța. În 2009 avea o populație de 247 de locuitori.

## Evoluția populației
| An        | 1975 | 1982 | 1990 | 1999 | 2006 | 2009 |
| --------- | ---- | ---- | ---- | ---- | ---- | ---- |
| Populație | 260  | 260  | 236  | 242  | 247  | 247  |